# فالکونبریج، نیو ساوت ولز
فالکونبریج (به انگلیسی: Faulconbridge) یک شهرک در استرالیا است که در نیو ساوت ولز واقع شده‌است.